# قاتلات متسلسلات إناث: كيف ولماذا أصبحن النساء وحوش
قاتلات متسلسلات إناث: كيف ولماذا أصبحن النساء وحوش (بالإنجليزية: Female Serial Killers: How and Why Women Become Monsters) هو كتاب عن تاريخ الجريمة الحقيقي غير الخيالي، كتبه بيتر فرونسكي مؤرخ العدالة الجنائية. الكتاب يستعرض تاريخ القاتلات المتسلطات وسلسلة القتل المتسلسل الذي ترتكبه النساء وماهية ثقافته، وعلم الأمراض النفسية، والتحقيقات التي جرت من الإمبراطورية الرومانية إلى منتصف الألفية الثانية.
يصف الكتاب حالات تاريخية من القتل المتسلسل المرتكب من قبل الإناث من الحالات المسجلة في وقت مبكر في روما القديمة إلى العصور الوسطى وأوروبا في عصر النهضة وبريطانيا الفيكتورية، وصعود الظاهرة في الولايات المتحدة والعالم في عصر ما بعد الحداثة. يزعم فرونسكي أن القتلة المتسلسلات يقتلون لنفس الأسباب التي يقوم بها الجناة الذكور، وذلك من أجل السلطة والسيطرة. والفرق الرئيسي وفقًا لفرونسكي، بين القتلة المتسللين من الإناث والذكور هو أن الإناث ما لم تكن شريكًا مع جاني ذكر فهي لا تميل إلى الاعتداء الجنسي أو تشويهالضحايا جسديًا.
يستشهد فرونسكي بالإحصائيات التي تشير إلى أن قرابة واحد من كل ستة (16 بالمائة) من القتلة المتسللين الذين تم القبض عليهم في الولايات المتحدة منذ عام 1820 كانوا إناث، إما أن يتصرفن بمفردهن أو كشريك لمجرم ذكر أو أنثى. يجادل فرونسكي أنه على عكس الاعتقاد السائد، تفضل القاتلات المتسللات قتل المقربين الذكور أو أفراد أسرهم، في حين تشير البيانات الحديثة إلى أن القتلة المسلسلات حاليًا يفضلن بشكل غريب الغرباء كضحايا، وأنه من الناحية التاريخية في الولايات المتحدة فإن هناك 53 في المئة من القاتلات المتسلسلات قتلن امرأة بالغة واحدة على الأقل، و 32 في المائة طفلة واحدة على الأقل.